# 카라 주로

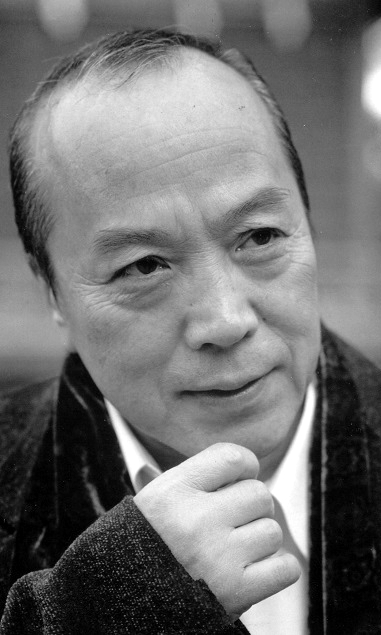

카라 주로(唐十郎, Kara Jūrō, 본명: 오츠루 요시히데, 大靏義英, 1940년 2월 11일 ~ 2024년 5월 4일)는 일본의 아방가르드 극작가, 연극 감독, 작가, 배우, 작곡가였다. 그는 일본의 앙구라('지하') 연극 운동의 최전선에 있었다.

## 경력
메이지 대학을 졸업한 카라는 1963년에 자신의 극단인 조쿄게키조(상황 극장)를 결성했다. 이들은 1967년 신주쿠의 하나조노 신사에 있는 빨간 텐트에서 공연을 시작했다. 연극 역사가인 데이비드 G. 굿맨(David G. Goodman)에 따르면, "카라"의 극장은 근대 이전의 가부키 형식으로 구상되었다. 오늘날 공연되고 있는 위생적이고 미학적인 다양성이 아니라 에도 시대(1600~1868)에 부르주아 사회에서 버림받은 사람으로 간주되어 배척당한 순회 배우 극단이 공연한 에로틱하고 무정부적이고 평민적인 종류의 가부키이다. 그리고 '강바닥의 거지'. 순회하는 조상들을 모방한 카라와 그의 극단은 이동 가능한 빨간 텐트를 타고 일본 전역에서 공연을 펼쳤다. 가라는 1969년에 쇼조 카멘(The Virgin's Mask)으로 드라마 부문 기시다 상을 받았고, 1982년에 소설 '사가와쿤 카라노 테가미'로 아쿠타가와 류노스케상을 받았다. 그는 나중에 요코하마 국립 대학의 교수가 되었다.